# Willy Westerweel
Wilhelmina Dora (Willy) Westerweel-Bosdries, geboortenaam ook wel gespeld als Bosdriesz, (Amsterdam, 18 maart 1908 - Amersfoort, 26 februari 1999) was een Nederlandse onderwijzeres en verzetsstrijder tijdens de Tweede Wereldoorlog.

## Verzet
Willy Westerweel was de vrouw van de onderwijzer en verzetsstrijder Joop Westerweel en lid van diens groep, die na de oorlog de 'Westerweelgroep' werd genoemd. Deze bestond uit Joden en niet-Joden en organiseerde de redding van Joodse vluchtelingen en hun transport naar veilige landen. Dit kostte haar echtgenoot in 1944 het leven toen hij gearresteerd werd aan de Duits-Belgische grens en uiteindelijk gefusilleerd in Kamp Vught.
Willy had samen met een ander lid van de groep, de Joodse Letty Rudelsheim, geboren 1915, voor de ontsnappingsroutes een safe house opgezet in een flat in Rotterdam. Vanuit dat doorgangshuis werden mensen verdergebracht naar het zuiden van Europa. Willy en Letty voorzagen met door het verzet gestolen distributiekaarten en geld vele mensen daar van voedsel en zorgden ervoor dat ze weer verder konden. Dat ging goed tot 10 oktober 1943 toen door verraad de Duitsers het appartement binnenvielen en iedereen arresteerden. Alle acht aanwezige Joodse onderduikers werden naar de gevangenis van Rotterdam gebracht en vervolgens via het doorgangskamp Westerbork naar Auschwitz waar allen omkwamen.

## Verraad
Willy en Letty (waarvan men niet wist dat ze Joods was) werden beiden gevangengenomen en op diverse locaties ondervraagd en uiteindelijk naar het hoofdkwartier van de Gestapo in Den Haag gebracht waar ze zogenaamd in vrijheid werden gesteld op verschillende tijdstippen. Letty reisde naar Rotterdam terug waar ze opgevangen werden door Willy en Giel Salomé, maar toen bleek dat ze in de val waren gelopen. Een "doorgeslagen" lid van de Westerweelgroep, Karel Kaufmann, had hen verraden en allen werden gearresteerd en Letty werd nu als Joods geïdentificeerd en op transport gesteld.
Letty werd via Westerbork naar Auschwitz getransporteerd. Ze overleefde het concentratiekamp en overleed in 2009. Willy kwam in Vught terecht en vervolgens in concentratiekamp Ravensbrück. Ook zij overleefde en stierf in 1999 te Amersfoort op 90-jarige leeftijd.
Willy en haar man Joop kregen in 1964 van de staat Israël de Yad Vashem-onderscheiding.